# Orthetrum boumiera
Orthetrum boumiera är en trollsländeart som beskrevs av Watson och Arthington 1978. Orthetrum boumiera ingår i släktet Orthetrum och familjen segeltrollsländor. Inga underarter finns listade i Catalogue of Life.